# Sean Fallon (Fußballspieler)
Sean Fallon (irisch Seán Ó Fallúin; * 31. Juli 1922 in Sligo; † 18. Januar 2013) war ein irischer Fußballspieler, -trainer und Gaelic-Football-Spieler.

## Sportlicher Werdegang

### Fußball
Fallon begann seine Karriere bei Wiederaufnahme des Spielbetriebs nach dem Zweiten Weltkrieg bei Longford Town. Nach einer kurzen Zeit bei Sligo Distillery wechselte er 1948 zu den Sligo Rovers, die gerade wieder in die League of Ireland aufgenommen worden waren. 1949 wechselte er zum nordirischen Klub Glenavon FC, dem er jedoch nur eine Spielzeit treu blieb.
Nachdem Fallon bei einem Spiel einer Auswahl des nordirischen Ligaverbandes gegen eine Auswahl des irischen Ligaverbandes im März 1950 aufgefallen war, verpflichtete der schottische Klub Celtic Glasgow den Abwehrspieler. In seiner Debütsaison gewann er mit dem Klub das Endspiel im Scottish FA Cup gegen den FC Motherwell. Zwischenzeitlich von einem Schlüsselbeinbruch außer Gefecht gesetzt, gewann er mit dem Verein 1954 das Double sowie 1957 – mit einem 7:1-Endspielsieg über den Lokalrivalen Glasgow Rangers – und 1958 jeweils den Scottish League Cup. Anschließend beendete er verletzungsbedingt seine aktive Karriere, während der er acht Länderspiele für die irische Nationalmannschaft bestritten hatte.
Später gehörte Fallon unter Jimmy McGrory dem Trainerstab von Celtic an. Als dieser 1965 an Jock Stein übergab, wurde er dessen Assistent. Zwei Jahre später gehörte er als Co-Trainer zu den Lisbon Lions, die den Europapokal der Landesmeister 1966/67 nach Schottland holten. 1975 übernahm er kurzzeitig von Stein das Traineramt, als dieser nach einem Autounfall pausieren musste. 1980 trainierte er kurzzeitig als Cheftrainer den FC Dumbarton.

### Gaelic Football
1946 bis 1948 spielte Fallon Gaelic Football für Craobh Rua in Sligo. Er erzielte im April 1948 zwei Tore im Spiel Sligo gegen Kerry im Viertelfinale der National Football League.